# Roberto Vigevani
Roberto Vigevani (Firenze, 30 aprile 1939) è uno scrittore, saggista e pittore italiano.

## Biografia
Iniziò la sua carriera di scrittore di narrativa, pubblicando il volume di racconti Dalla pancia di un orso bianco nel 1970 per Adelphi. Proseguì la sua collaborazione con la casa editrice milanese fino ai primi anni novanta, quando iniziò a dedicarsi alla grafica e alla pittura. Espose le sue opere in due mostre personali alla Biblioteca Nazionale Centrale di Firenze (1990) e alla Fortezza di Montalcino (1994).

## Opere
- Roberto Vigevani, Dalla pancia di un orso bianco, 2ª ed., Milano, Adelphi, 1992, ISBN 88-459-0901-8.
- Roberto Vigevani, Diario, sogni e allucinazioni di Mansholt Levy, Milano, Adelphi, 1979.
- Roberto Vigevani, Case minime, Milano, Adelphi, 1982.
- Ruve Masada, Il principio della piramide, Milano, Adelphi, 1989, ISBN 88-459-0693-0.
- Roberto Vigevani, Orion e altri racconti, Torino, Bollati Boringhieri, 1998, ISBN 88-339-1059-8.